# Aptopus rugiceps
Aptopus rugiceps is een keversoort uit de familie kniptorren (Elateridae). De wetenschappelijke naam van de soort is voor het eerst geldig gepubliceerd in 1916 door Schaeffer.